# Ascari KZ1

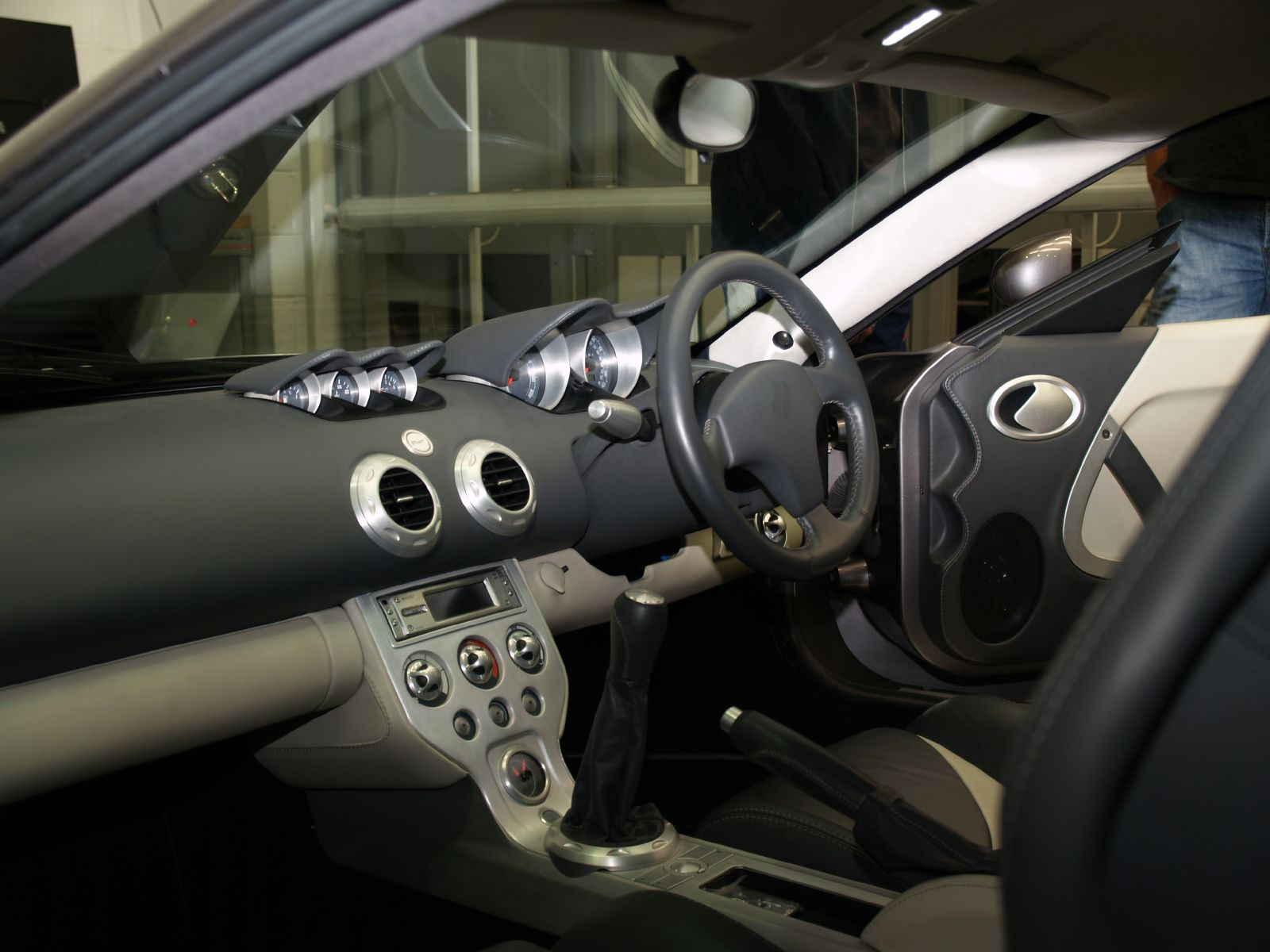
Interior del KZ1.

El Ascari KZ1 es un automóvil deportivo producido por la marca británica Ascari desde 2004 hasta 2010. Este automóvil tiene un motor BMW S62 altamente modificado, un V8 con 4941 cc originalmente usado en el E39, en el M5 y en el Z8. El vehículo tiene el nombre "KZ1" porque "KZ" son las iniciales del propietario de Ascari, Klaas Zwart, un millonario holandés.
Solo fueron producidas 50 unidades del KZ1, siendo uno de los automóviles más exclusivos. Por comparación, fueron construidas 400 unidades del popular Ferrari Enzo, un modelo con mayores prestaciones. Cada unidad del KZ1 costaba alrededor de 285.000 € y exigía 340 horas de trabajos manuales.

## Especificaciones
| Motor                   | BMW S62 V8 con lubricación por cárter seco |
| Cilindrada              | 4941 cc                                    |
| Diámetro                | 94 mm                                      |
| Carrera                 | 89 mm                                      |
| Potencia                | 500 CV (373 kW; 507 PS) a 7000 rpm         |
| Potencia por cilindrada | 101 CV por litro                           |
| Potencia por peso       | 420 CV por tonelada                        |
| Par motor               | 550 Nm a 4500 rpm                          |
| Transmisión             | Manual de 6 velocidades                    |
| 0-100 km/h              | 3,7 segundos                               |
| 0-160 km/h              | 8,0 segundos                               |

## Ascari KZ1-R

### Modificaciones
El Ascari KZ1 fue adaptado para las carreras, principalmente estando en el nuevo Campeonato Europeo FIA GT3 al igual que en otras series nacionales más pequeñas que tienen una fórmula similar. Estos automóviles, conocidos como KZ1-R, son similares al KZ1, pero imensamente mejorados. La mayor diferencia entre el KZ1 y el KZ1-R está en el exterior del automóvil. Preparado para carreras, el KZ1-R es igualmente un automóvil de carretera en todos los aspectos, pero con el fortalecimento de un automóvil de carreras de GT3. Los faros fueron modificados a lo esencial, con lámparas HID e intermitentes, perdiendo el estilo plateado y cristalizado del KZ1. Los parachoques traseros del vehículo fueron ligeramente aumentados para albergar la mayor distancia entre ejes. Las ruedas son de aleación de aluminio forjado, para reducir el peso bruto. El interior del vehículo fue completamente modificado, siendo eliminado el lujo para obtener mayores beneficios en la competición. Los asientos convencionales y las ventanillas eléctricas fueron eliminados. El cuero fue sustituido por tejido y se instalaron asientos de carreras hechos de fibra de carbono. La mayoría del interior está hecho de fibra de carbono, y lo que no es de fibra de carbono es de plástico o aluminio. El peso bruto fue reducido a 1250 kg, ayudado por su chasis y carrocería de fibra de carbono. Ascari planea construir solamente unas 50 unidades del KZ1-R.

### Motor
El KZ1-R usa el mismo motor V8 BMW S62 de 90 grados, pero fue modificado para producir unos trece caballos extra, produciendo un total de 520 CV (388 kW; 527 PS) a 7000 rpm. La cilindrada es la misma (4941 cc), con un par motor de 550 Nm a 4500 rpm. Esto permite al KZ1-R producir unos 422 CV por tonelada.

### Rendimiento
El KZ1-R puede acelerar de 0 a 100 km/h en 3,4 segundos, gracias a su relación potencia-peso aumentada. 
Ascari declaró que acelera de 0 a 160 km/h en 8 segundos. El motor de ocho cilindros del M5 aumentó la velocidad, llegando a una velocidad máxima no limitada de 322 km/h. La versión de carreras consigue llegar a los 100 km/h en cuatro décimas de segundo menos que el KZ1 normal, con unas cifras comparables con el Lamborghini Murciélago LP640.